# Kumagai Andrew
Andrew Kumagai (熊谷 アンドリュー, sinh ngày 6 tháng 6 năm 1993) là một cầu thủ bóng đá người Nhật Bản gốc Sri Lanka.

## Thống kê sự nghiệp

### Câu lạc bộ
Tính đến 10 tháng 12 năm 2017
| Câu lạc bộ          | Mùa giải | Giải vô địch | Giải vô địch | Cúp1    | Cúp1      | Cúp Liên đoàn2 | Cúp Liên đoàn2 | Tổng    | Tổng      |
| Câu lạc bộ          | Mùa giải | Số trận      | Bàn thắng    | Số trận | Bàn thắng | Số trận        | Bàn thắng      | Số trận | Bàn thắng |
| ------------------- | -------- | ------------ | ------------ | ------- | --------- | -------------- | -------------- | ------- | --------- |
| Yokohama F. Marinos | 2012     | 10           | 1            | 2       | 0         | 4              | 0              | 16      | 1         |
| Yokohama F. Marinos | 2013     | 4            | 0            | 2       | 0         | 3              | 0              | 9       | 0         |
| Yokohama F. Marinos | 2014     | 0            | 0            | 1       | 0         | 0              | 0              | 1       | 0         |
| Shonan Bellmare     | 2014     | 9            | 0            | -       | -         | -              | -              | 9       | 0         |
| Yokohama F. Marinos | 2015     | 3            | 0            | 0       | 0         | 4              | 1              | 7       | 1         |
| Zweigen Kanazawa    | 2016     | 32           | 2            | 2       | 2         | -              | -              | 34      | 4         |
| JEF United Chiba    | 2017     | 31           | 0            | 1       | 0         | -              | -              | 32      | 0         |
| Tổng                | Tổng     | 89           | 3            | 8       | 2         | 11             | 1              | 108     | 6         |

1Bao gồm Cúp Hoàng đế Nhật Bản.
2Bao gồm J. League Cup.

## Danh hiệu
Yokohama F. Marinos
- Cúp Hoàng đế Nhật Bản: 2013